# جراحی عمومی

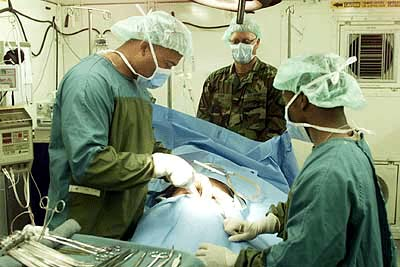
یک عمل جراحی

جراحی عمومی (به انگلیسی: General surgery) یکی از تخصص‌های پزشکی است که به درمان بیماری‌های قسمت‌های مختلف بدن انسان باتکیه بر استفاده از روش‌های درمانی جراحی می‌پردازد. تأکید این رشته، کار بر روی تروماها، بیماری‌های دستگاه گوارش، شکم، گردن، غدد درون‌ریز، عروق محیطی و پستان است.
این رشته برخلاف نامش، تخصص جراحی‌ای است که بر اندام‌های شکمی (مانند روده‌ها) تمرکز دارد، که شامل مری، معده، روده باریک، روده بزرگ، کبد، لوزالمعده، کیسه صفرا و مجاری صفراوی، و اغلب غده تیروئید (به نسبت میزان دسترسی به متخصصان جراحی سر و گردن) می‌شود. جراحان عمومی همچنین با بیماری‌های دربردارندهٔ پوست، پستان، و فتق سروکار دارند. آن‌ها عمدتاً با تنه سروکار دارند
از آنجا که متخصصین جراحی عمومی در بسیاری از مراکز دنیا، اولین سطح ارائه خدمات به بیماران تصادفی و اورژانس‌های تهدیدکننده حیات می‌باشند، دامنه فعالیت‌ها و توانایی شان بسیار وسیع است و در مواقع لزوم قادر به انجام جراحی‌های اورژانس رشته‌های دیگر مانند جراحی‌های ارتوپدی، جراحی‌های زنان، جراحی‌های اورولوژی، و در مواردی از جراحی‌های مغز و اعصاب نیز می‌باشند.
متخصصین جراحی عمومی به این سبب عمومی نامیده می‌شوند که قادر به جراحی همه اعضای بدن می‌باشند و این رشته تنها رشته از رشته‌های تخصصی جراحی است که در آن اصول جراحی آموزش داده می‌شود.

## تاریخچه
شواهد جراحی در جهان به ۹۰۰۰ سال قبل برمی گردد. نگاهی به تاریخ نشانگر انجام جراحی در انسان‌های ماقبل تاریخ مربوط به، ایران باستان، مصر باستان، هند باستان و سایر تمدن‌ها می‌باشد. اولین کتاب جراحی به سوشروتا سمهیتا پزشک هندی بر می‌گردد که مربوط به ۲۶۰۰ سال پیش می‌باشد. سایر مکاتب جراحی در یونان و چین وجود داشته‌است. شواهد اولین جراحی با بی‌هوشی مربوط به ۱۷۰۰ سال پیش در چین است. در قرون گذشته دانشمندان اسلامی پیشرفت‌های مهمی در جراحی ایجاد و کتب پرمحتوایی در این زمینه نگاشتند.
سپس در اروپا به این رشته توجه ویژه‌ای شد و در قرن ۱۵ این رشته از فیزیک جدا و به صورت رشته مجزایی درآمد. با پیدایش روش‌های نوین بیهوشی و با شکل‌گیری روش‌هایی برای کنترل خون‌ریزی، عفونت و درد، «جراحی نوین» شکل گرفت. ویلیام هالستد (۱۸۵۲–۱۹۲۲) با نگرشی جدید، اولین مدارس جراحی را شکل داد. از آن پس جوامع مختلف علمی در زمینه جراحی و گرایش‌های متعددی در این رشته شکل گرفت.

## در ایران

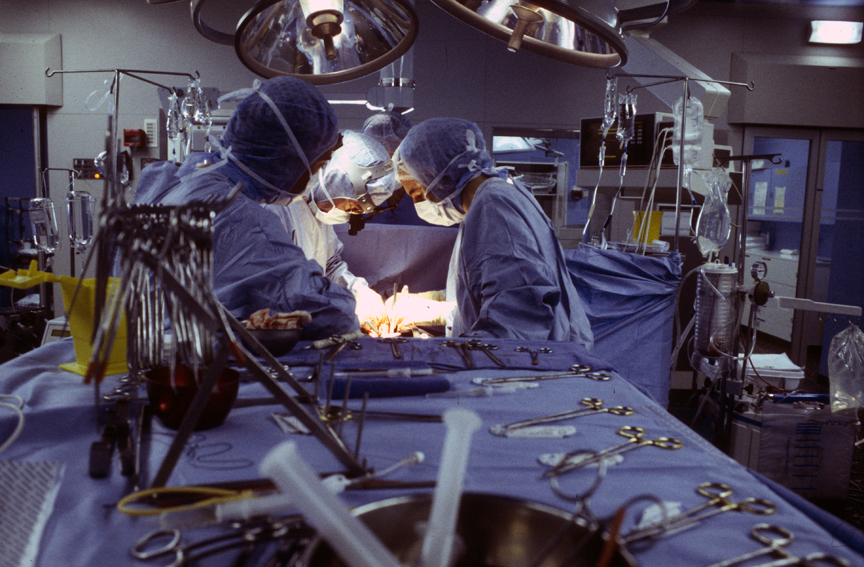
جراحی قلب

قدیمی‌ترین شواهد مربوط به انجام جراحی در جهان مربوط به ایران است که قدمت آن به ۴۸۵۰ سال قبل بازمی‌گردد که در آن با تکنیک ترپاناسیون، جمجمه دختر۱۴ ساله ای را که مبتلا به هیدروسفالی بود، درمان کرده بودند و جسد این دختر در شهر سوخته در اطراف زابل یافت شده‌است. در تاریخ معاصر، از سال ۱۳۳۹ انجمن جراحان ایران تأسیس گردید. هم‌اکنون طول دوره جراحی عمومی در ایران چهار سال است.
فوق تخصص‌های جراحی در ایران شامل جراحی پلاستیک ترمیمی و سوختگی، جراحی توراکس، جراحی کودکان، جراحی قلب و عروق، جراحی پیوند و جراحی عروق می‌شوند.